# Municipio de Center (condado de Woodson)
El municipio de Center (en inglés: Center Township) es un municipio ubicado en el condado de Woodson en el estado estadounidense de Kansas. En el año 2010 tenía una población de 527 habitantes y una densidad poblacional de 1,28 personas por km².

## Geografía
El municipio de Center se encuentra ubicado en las coordenadas 37°49′45″N 95°45′4″O / 37.82917, -95.75111. Según la Oficina del Censo de los Estados Unidos, el municipio tiene una superficie total de 410.58 km², de la cual 407,99 km² corresponden a tierra firme y (0,63 %) 2,59 km² es agua.

## Demografía
Según el censo de 2010, había 527 personas residiendo en el municipio de Center. La densidad de población era de 1,28 hab./km². De los 527 habitantes, el municipio de Center estaba compuesto por el 96,77 % blancos, el 1,14 % eran afroamericanos, el 0,38 % eran amerindios, el 0,38 % eran de otras razas y el 1,33 % eran de una mezcla de razas. Del total de la población el 0,95 % eran hispanos o latinos de cualquier raza.